# Dudenrode

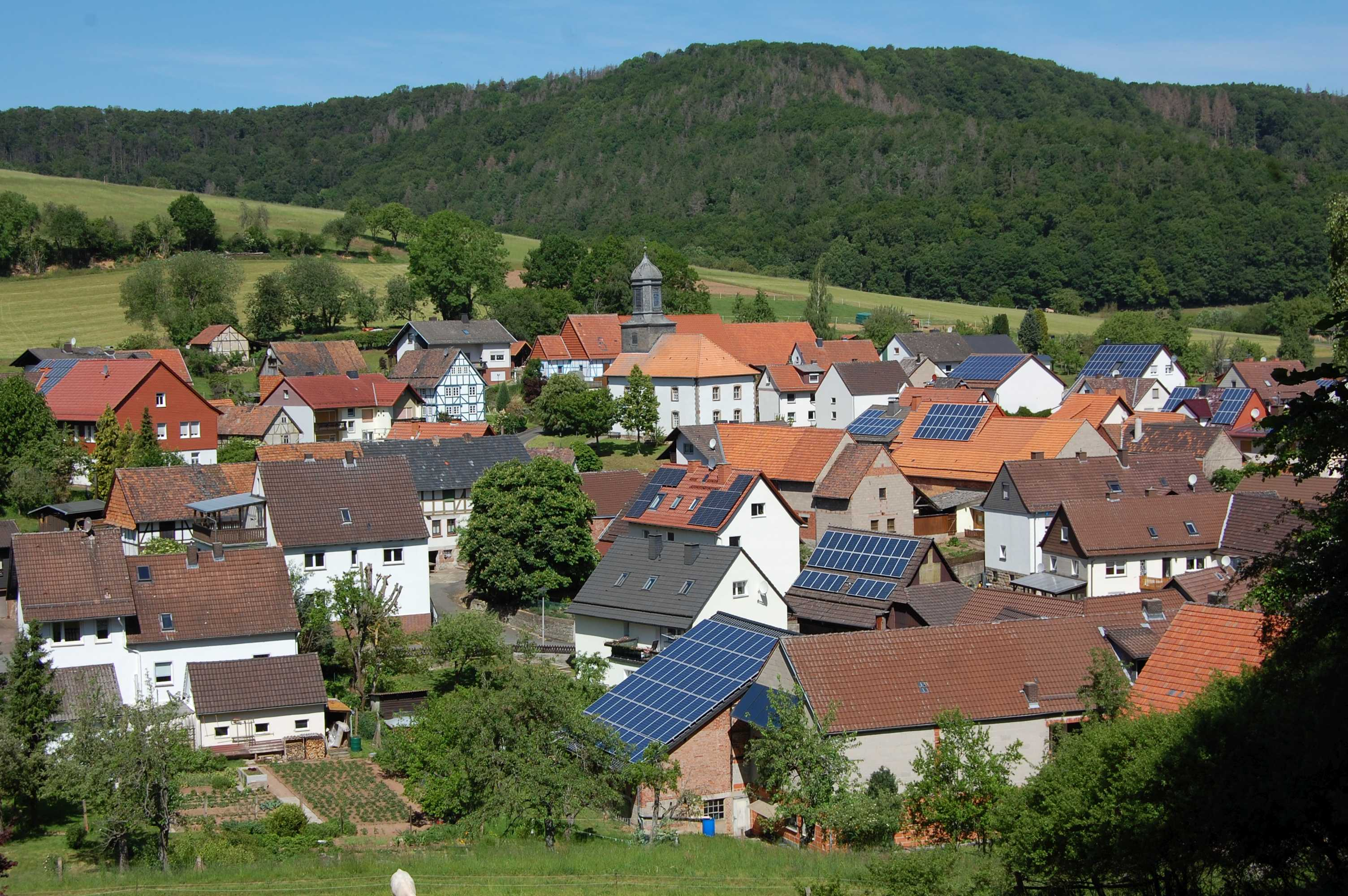

Dudenrode ist ein Stadtteil von Bad Sooden-Allendorf im nordhessischen Werra-Meißner-Kreis.

## Geographische Lage
Dudenrode liegt im Geo-Naturpark Frau-Holle-Land (Werratal.Meißner.Kaufunger Wald). Es befindet sich 7,3 km westlich der Kernstadt von Bad Sooden-Allendorf auf 330 m Höhe. Nachbarorte sind der Bad Sooden-Allendorfer Stadtteil Hilgershausen im Nordosten, der Berkataler Ortsteil Frankenhain im Südosten und der Großalmerode Stadtteil Weißenbach im Westen.

## Geschichte

### Ortsgeschichte
Der im Jahr 1267 erstmals als Dudenrod belegte Ort Dudenrode ist staatlich anerkannter Erholungsort und wurde 1350 erstmals als Dorf erwähnt.
Die evangelische Kirche ist ein 1788 errichteter Saalbau von drei auf zwei Fensterachsen mit eingestelltem Westturm und einer um 1800 geschaffenen Orgel. Der auf 1569 datierte Taufstein verweist auf einen mittelalterlichen Vorgängerbau. Für 1388 ist eine Pfarrei belegt, für 1527 eine Kapelle. Der erste evangelische Pfarrer war von 1532 bis 1562 Sebastian Thiele.
Zum 31. Dezember 1971 wurde die bis dahin selbständige Gemeinde Dudenrode auf freiwilliger Basis in die Stadt Bad Sooden-Allendorf eingegliedert. Für Dudenrode wurde ein Ortsbezirk mit Ortsbeirat und Ortsvorsteher nach der Hessischen Gemeindeordnung gebildet.

### Bevölkerung
Einwohnerstruktur 2011
Nach den Erhebungen des Zensus 2011 lebten am Stichtag, dem 9. Mai 2011, in Dudenrode 162 Einwohner. Darunter waren 3 (1,9 %) Ausländer.
Nach dem Lebensalter waren 30 Einwohner unter 18 Jahren, 48 zwischen 18 und 49, 39 zwischen 50 und 64 und 27 Einwohner waren älter.
Die Einwohner lebten in 66 Haushalten. Davon waren 15 Singlehaushalte, 24 Paare ohne Kinder und 24 Paare mit Kindern, sowie 3 Alleinerziehende und keine Wohngemeinschaften. In 9 Haushalten lebten ausschließlich Senioren und in 39 Haushaltungen lebten keine Senioren.
Einwohnerentwicklung
| Quelle: Historisches Ortslexikon |                                    |
| • 1414:                          | 2 Bedepflichtige                   |
| • 1575/85:                       | 27 Hausgesesse                     |
| • 1681:                          | 27 Hausgesesse                     |
| • 1747:                          | 49 Hausgesesse mit 48 Feuerstellen |

| Dudenrode: Einwohnerzahlen von 1776 bis 2016 | Dudenrode: Einwohnerzahlen von 1776 bis 2016 | Dudenrode: Einwohnerzahlen von 1776 bis 2016 | Dudenrode: Einwohnerzahlen von 1776 bis 2016 | Dudenrode: Einwohnerzahlen von 1776 bis 2016 |
| --- | -------------------------------------------- | -------------------------------------------- | -------------------------------------------- | -------------------------------------------- |
| Jahr |                                              |                                              |                                              | Einwohner                                    |
| 1776 | 1776                                         |                                              | 236                                          | 236                                          |
| 1834 | 1834                                         |                                              | 313                                          | 313                                          |
| 1840 | 1840                                         |                                              | 306                                          | 306                                          |
| 1846 | 1846                                         |                                              | 316                                          | 316                                          |
| 1852 | 1852                                         |                                              | 319                                          | 319                                          |
| 1858 | 1858                                         |                                              | 291                                          | 291                                          |
| 1864 | 1864                                         |                                              | 294                                          | 294                                          |
| 1871 | 1871                                         |                                              | 255                                          | 255                                          |
| 1875 | 1875                                         |                                              | 268                                          | 268                                          |
| 1885 | 1885                                         |                                              | 257                                          | 257                                          |
| 1895 | 1895                                         |                                              | 234                                          | 234                                          |
| 1905 | 1905                                         |                                              | 186                                          | 186                                          |
| 1910 | 1910                                         |                                              | 206                                          | 206                                          |
| 1925 | 1925                                         |                                              | 227                                          | 227                                          |
| 1939 | 1939                                         |                                              | 199                                          | 199                                          |
| 1946 | 1946                                         |                                              | 294                                          | 294                                          |
| 1950 | 1950                                         |                                              | 265                                          | 265                                          |
| 1956 | 1956                                         |                                              | 217                                          | 217                                          |
| 1961 | 1961                                         |                                              | 206                                          | 206                                          |
| 1967 | 1967                                         |                                              | 199                                          | 199                                          |
| 1970 | 1970                                         |                                              | 187                                          | 187                                          |
| 1980 | 1980                                         |                                              | ?                                            | ?                                            |
| 1990 | 1990                                         |                                              | ?                                            | ?                                            |
| 2000 | 2000                                         |                                              | ?                                            | ?                                            |
| 2011 | 2011                                         |                                              | 162                                          | 162                                          |
| 2016 | 2016                                         |                                              | 157                                          | 157                                          |
| Datenquelle: Historisches Gemeindeverzeichnis für Hessen: Die Bevölkerung der Gemeinden 1834 bis 1967. Wiesbaden: Hessisches Statistisches Landesamt, 1968. Weitere Quellen: LAGIS; Stadt Bad Sooden-Allendorf; Zensus 2011 |                                              |                                              |                                              |                                              |

Religionszugehörigkeit
| Quelle: Historisches Ortslexikon |                                                                     |
| • 1885:                          | 256 evangelische (= 99,61 %), ein katholischer (= 0,39 %) Einwohner |
| • 1925:                          | 227 evangelische (= 100,00 %) Einwohner                             |
| • 1961:                          | 194 evangelische (= 94,17 %), 6 katholische (= 2,91 %) Einwohner    |

## Politik
Für Dudenrode besteht ein Ortsbezirk (Gebiete der ehemaligen Gemeinde Dudenrode) mit Ortsbeirat und Ortsvorsteher nach der Hessischen Gemeindeordnung.
Der Ortsbeirat besteht aus fünf Mitgliedern. Bei den Kommunalwahlen in Hessen 2021 betrug die Wahlbeteiligung zum Ortsbeirat 82,54 %. Alle Kandidaten gehörten der „Wählergemeinschaft Dudenrode“ an. Der Ortsbeirat wählte Reiner Hennemuth zum Ortsvorsteher.